# Macroglossum luteata
Macroglossum luteata är en fjärilsart som beskrevs av Butler 1875. Macroglossum luteata ingår i släktet Macroglossum och familjen svärmare. Inga underarter finns listade i Catalogue of Life.